# 發表偏倚
發表偏倚（publication bias）是在學術出版過程發生的一種現象。當某項研究是否發表的決定受該研究的結論影響時，發表偏倚便會發生。發表偏倚對文獻分析和元分析有深遠的負面影響，這是因為已發表的論文可能會因而側重於支持或否定相關結論。
研究无论结果显著与否，都可能按照同样的标准执行和设计。然而，效应显著的实验结果被发表的可能性为得到空结果論文的三倍。
發表偏倚是由多種原因導致的。最常見的原因是研究人員根本不願意在某些結論的情況下為研究撰文或投稿。研究人員或者認為自己犯了錯誤、對該研究失去興趣、又或是預感同行對結論不感興趣。另一個例子是當某項結論已成為科學共識的時候，出版一項和共識相悖(但不可靠)的研究很可能會帶來更大的新聞價值。
目前，取得未被發表的研究甚為困難。為了盡量避免發表偏倚，有些期刊要求為研究項目在收集數據和進行分析前向開放科學中心等機構預先註冊，或是不鼓勵小規模的非隨機研究，因為這類研究容易受錯誤及偏差影響。p曲線分析也是可取的做法。

## 外部連結
- The Truth Wears Off: Is there something wrong with the scientific method? -- Jonah Lehrer （页面存档备份，存于）
- Register of clinical trials conducted in the US and around the world, maintained by the National Library of Medicine, Bethesda （页面存档备份，存于）
- Skeptic's Dictionary: positive outcome bias （页面存档备份，存于）.
- Skeptic's Dictionary: file-drawer effect （页面存档备份，存于）.
- Journal of Negative Results in Biomedicine （页面存档备份，存于）
- The All Results Journals （页面存档备份，存于）
- Journal of Articles in Support of the Null Hypothesis （页面存档备份，存于）
- Article on 'the decline effect' and the role of publication bias in that （页面存档备份，存于）
- Psychfiledrawer.org: Archive for replication attempts in experimental psychology （页面存档备份，存于）